# Englerophytum
Englerophytum é um género botânico pertencente à família Sapotaceae.